# 수암천
수암천은 안양시 만안구 안양동에서 발원하여 안양천에 유입되는 안양시의 지방하천이다. 길이는 6.22km이며 한강수계의 지방하천으로 안양천의 제1 지류에 속한다. 산지에 위치한 탓에 급류하천으로 분류된다. 2017년 기준으로 기존의 복개구간을 걷어내는 하천 복원공사가 모두 완료되어 생태하천으로 탈바꿈하였다.